# The Tavern Knight
The Tavern Knight er en britisk stumfilm fra 1920 af Maurice Elvey.

## Medvirkende
- Eille Norwood
- Madge Stuart - Cynthia Ashburn
- Cecil Humphreys - Joseph Ashburn
- Teddy Arundell - Hogan
- Lawrence Anderson - Kenneth
- Charles Croker-King - Gregory Ashburn
- Clifford Heatherley - Pride
- Booth Conway - Oliver Cromwell
- J.E. Wickers - Charles Stuart